# الجدول الزمني للتاريخ الأرمني

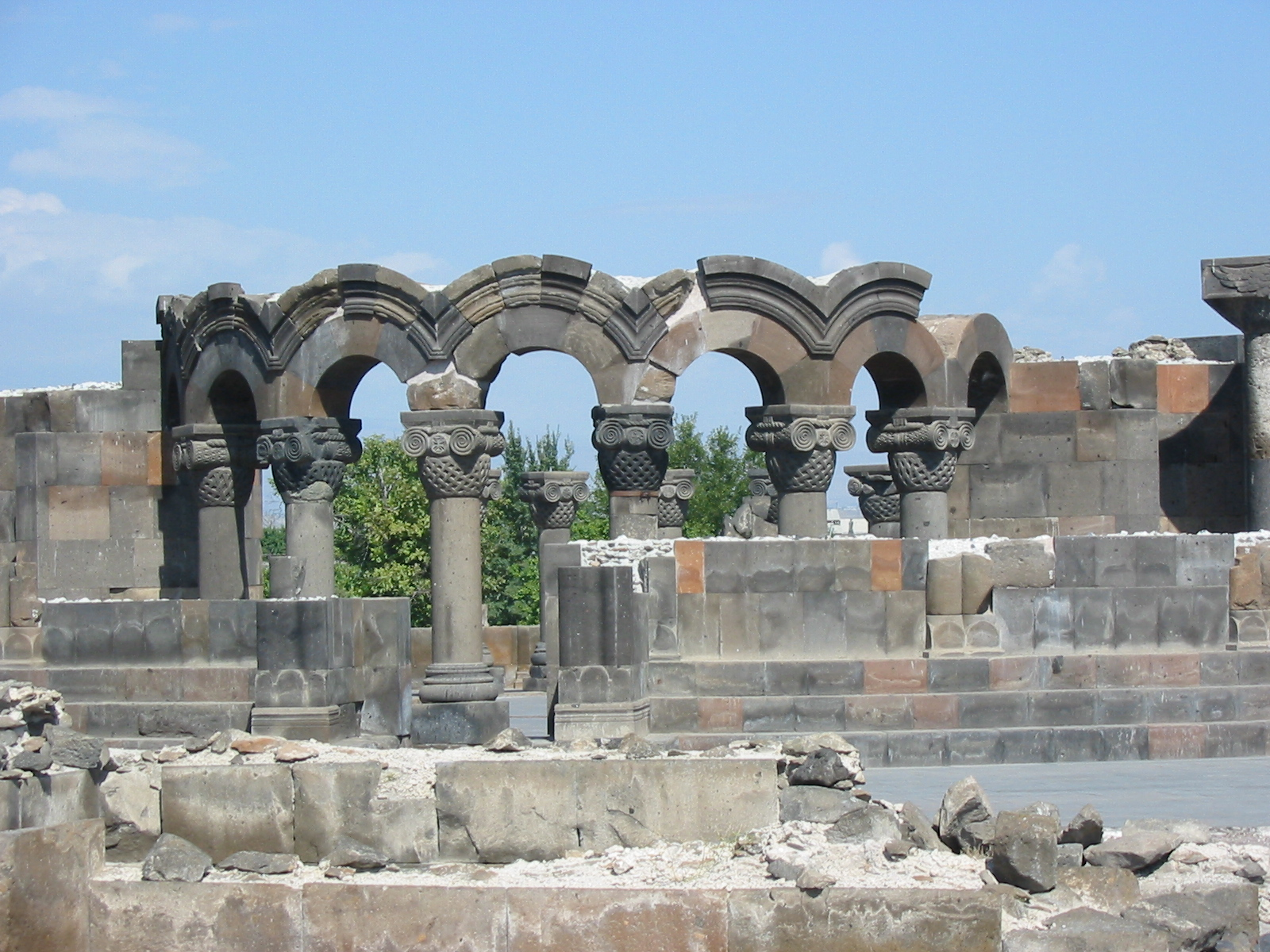

هذا هو التسلسل الزمني للتاريخ الأرمني، ويشمل التغييرات القانونية والإقليمية الهامة والأحداث السياسية في أرمينيا والدول التي سبقتها. للاطلاع على خلفية هذه الأحداث، راجع تاريخ أرمينيا. انظر أيضا قائمة الملوك الأرمنية.
هذه قائمة ديناميكية وقد لا تكون قادرة على تلبية معايير معينة للاكتمال. يمكنك المساعدة عن طريق توسيعها بإدخالات موثوقة.

## القرن الرابع عشر قبل الميلاد
| السنة   | التاريخ | الحدث |
| ------- | ------- | --- |
| 2400 BC |         | كتاب سفر التكوين يحدد أرض أرارات كمكان لراحة سفينة نوح بعد "الطوفان العظيم" الموصوف هناك. كان الهنود الأوروبيون أشخاصًا يفترض أنهم قد انتشروا من القوقاز، واستقروا في أراضيهم على طول الطريق. الأرمينية هي واحدة من فروع اللغات الهندو أوروبية. . |

## القرن الثالث عشر قبل الميلاد
| السنة   | التاريخ | الحدث                                                                                                  |
| ------- | ------- | --- |
| 2300 BC |         | الشخصية الأسطورية هايك يخلق الأمة الأرمنية في منطقة أرارات. (يذكر الأكديون أرماني في 2300 قبل الميلاد) |

## القرن العشرين قبل الميلاد
| السنه | التاريخ | 2000 BC |  | ثقافة ترياليتي |

## القرن السابع عشر قبل الميلاد
| Year    | التاريخ | الحدث |
| ------- | ------- | --- |
| 1700 BC |         | أرام، ذكر البطريرك الأرمني في تاريخ أرمينيا (موسى الكوريين) (مؤرخة في القرن الخامس الميلادي) شاهد أيضا: ميتاني} |

## القرن الخامس عشر قبل الميلاد
| السنة | الحدث | التاريخ                                                                |
| ----- | ----- | ---------------------------------------------------------------------- |
| BC    |       | ارتاتاما الأول (ثوتموس الثالث من مصر، يذكر أهل إرمين في عام 1446 ق.م.) |

## القرن الرابع عشر قبل الميلاد
| السنة | التاريخ | الحدث         |
| ----- | ------- | ------------- |
| 1400  |         | أرتاشومارا    |
| 1384  |         | أرتاما الثاني |

## القرن الثاني عشر قبل الميلاد
| السنة   | التاريخ | الحدث |
| ------- | ------- | --- |
| 1200 BC |         | نايري، وهو كونفدرالي من القبائل في المرتفعات الأرمنية، يناظر تقريبًا مقاطعتي فان وهاكاري الحديثتين في تركيا الحديثة. |

## القرن التاسع قبل الميلاد
| السنة | التاريخ | الحدث                                                           |
| ----- | ------- | --------------------------------------------------------------- |
| BC    |         | تأسيس مملكة أورارتو مع أرامي.                                   |
| BC    |         | عهد ساردوري الأول الذي بنى التوشبا (فان). (إلى 828 قبل الميلاد) |
| BC    |         | عهد مينوس الذي ينتهك الحقول الاراراتينية. (إلى 785 قبل الميلاد) |

## القرن الثامن قبل الميلاد
| السنة  | التاريخ | الحدث                                |
| ------ | ------- | ------------------------------------ |
| 785 BC |         | عهد ارغشتس الاول]].                  |
| 782 BC |         | بناء قلعة ايريبوني (يريفان الحديثة). |

## القرن السادس قبل الميلاد
| السنة  | التاريخ | الحدث |
| ------ | ------- | --- |
| 585 BC |         | غزو أورارتو من قبل الميديين.                                                                               |
| 570 BC |         | عهد العاصي أنا ساكافاكيات.                                                                                 |
| 512 BC |         | تم ضم أرمينيا إلى بلاد فارس بقلم داريوس الأول. أُطلق اسم أورانتو رسمياً على أرمينيا لأول مرة في نقش بيهستون. |

## القرن الخامس قبل الميلاد
| السنة  | التاريخ | الحدث                         |
| ------ | ------- | ----------------------------- |
| 401 BC |         | اورينتس الأول (يرفاند الاول). |

## القرن الرابع قبل الميلاد
| السنة  | التاريخ | الحدث |
| ------ | ------- | --- |
| 331 BC |         | الإسكندر الأكبر يهاجم بلاد فارس ويهزم داريوس الثالث، لكنه لا ينتصر على أرمينيا. نتيجة لذلك، تستعيد أرمينيا استقلالها عن بلاد فارس. |

## القرن الثاني قبل الميلاد
| Year   | Date | Event                                                                                                |
| ------ | ---- | --- |
| 190 BC |      | ارتاكسياس الأول يستعيد سيادة أرمينيا من السلوقيين من خلال إنشاء سلالة ارتاكسياد مع ارتاكساتا كعاصمة. |

## القرن الأول قبل الميلاد
| السنة  | التاريخ                    | الحدث |
| ------ | -------------------------- | --- |
| 95 BC  |                            | انضمام السلطة من قبل تيغرانيس العظمى..                                                                       |
| 93 BC  |                            | غزو كابادوكيا                                                                                                |
| 88 BC  |                            | غزو أتروباتين وجورديني وأسرهين                                                                               |
| 83 BC  |                            | غزو سوريا، فينيقيا، وكيليكية                                                                                 |
| 69 BC  |                            | هزم جيش تيغرانيس في معركة تيغرانوكيرتا ضد الجيش الروماني لوكيولس.                                            |
| 68 BC  |                            | يتم طرد لوكيولس من ارتاكساتا.                                                                                |
| 67 BC  |                            | تم استدعاء لوكيولس إلى روما.                                                                                 |
| 66 BC  |                            | تغزو بومباي أرمينيا، لكنها عادت إلى الأراضي الرومانية بعد أن قدمت لها مبلغًا كبيرًا من المال من شركة تيغرانيس. |
| 55 ق م |                            | موت تيغران العظيم. لا يزال ارتافاسديس الثاني يحكم أرمينيا.                                                   |
| 55 ق م | عهد ارتافاسديس. (to 34 BC) | |

## القرن الأول
| 1  |  | نهاية سلالة ارتاكسياد في أرمينيا. تضم أسرة أرساسي في بارثيا (إيران) أرمينيا. |  |    |  |                                                                         |
| 53 |  | نؤكد على الاستقلال الأرميني من خلال تأسيس أسرة أرسايد في أرمينيا             |  | 58 |  | الجنرال الروماني كوربولو يغزو أرمينيا بمساعدة الأيبيريين والكوماجينيين. |
| 66 |  | توج تيريداتس في روما من قبل نيرو، بعد أن توصل مع كوربولو إلى اتفاق.          |  |    |  |                                                                         |
| 72 |  | الحرب ضد آلان                                                                |  |    |  |                                                                         |

## القرن الثالث
| السنة | التاريخ | الحدث                               |
| ----- | ------- | ----------------------------------- |
| 228   |         | تيريديتس الثاني يصد الغزو الساساني. |
| 287   |         | بداية عهد تيريديتس الثالث.          |

## القرن الرابع
| السنة | التاريخ | الحدث |
| ----- | ------- | --- |
| 301   |         | تصبح أرمينيا أول دولة مسيحية رسمية في العالم، يعلن الملك تيراتيدس الثالث المسيحية على أنها الدين الرسمي للدولة في أرمينيا. تبدأ الزرادشتية بالانحدار تدريجيا. |
| 330   |         | نهاية عهد تيريديتس الثالث. |
| 387   |         | تقسيم أرمينيا إلى الأجزاء الغربية والشرقية في سلام أسيسيلين بين الفرس الساسانيين والبيزنطيين.                                                                 |
| 392   |         | تستعيد أرمينيا قوتها بتتويج الملك فرامشابه في 392. |

## القرن الخامس
| السنة | التاريخ | الحدث                                                                                          |
| ----- | ------- | ---------------------------------------------------------------------------------------------- |
| 405   |         | يخترع ميزروب ماشتوتس الأبجدية الأرمينية.                                                       |
| 428   |         | نهاية سلالة الأرساسيين في أرمينيا. وبدأ عصر أرمينيا مارزبانيتي كجزء من الإمبراطورية الساسانية. |
| 451   |         | معركة افاراير، بقيادة فارتان ماميكونيان، يؤمن الدين المسيحي في أرمينيا.                        |

## القرن السابع
| السنة | التاريخ | الحدث |
| ----- | ------- | --- |
| 639   |         | أول غزو عربي تحت قيادة عبد الرحمن بن ربيعة يدمر منطقة تارون.                                                                |
| 642   |         | العرب يقتحمون مدينة دفين ويقتلون 12000 من سكانها ويأخذون 35000 إلى العبودية.                                                |
| 645   |         | قبول ثيودوروس رشتوني وغيره من نخارات الأرمن المسلمين الحكم على أرمينيا.                                                     |
| 650   |         | تصبح أرمينيا ساحة المعركة الرئيسية لحروب الخزر-العرب والحروب العربية البيزنطية التي تترك الأراضي خالية من السكان. (إلى 750) |

## القرن الثامن
790 - تأسست إمارة هامامشين في منطقة العصر الحديث في مقاطعة ريزي الشرقية، تركيا.

## القرن التاسع
| السنة | التاريخ | الحدث |
| ----- | ------- | --- |
| 861   |         | Ashot I Bagratuni is recognized as prince of princes by the الدولة العباسية، followed by a war against local Muslim emirs. (to 862) |
| 885   |         | Ashot wins and is thus recognized King of the Armenians by الدولة العباسية in 885.                                                  |
| 886   |         | Formal recognition of Armenian sovereignty by الإمبراطورية البيزنطية.                                                               |
| 891   |         | King Ashot I dies and is succeeded by his son Smbat I, in 892.                                                                      |

## 10th century
| Year | Date | Event |
| ---- | ---- | --- |
| 961  |      | King Ashot III (953–977) transfers the capital from قارص to آني (مدينة), which came to be considered the "City of a 1001 Churches" which rivaled other metropolises like بغداد and القسطنطينية. |

## 11th century
| Year | Date | Event |
| ---- | ---- | --- |
| 1016 |      | بيت سلجوقي first appear in the region.                                                                                               |
| 1045 |      | Armenia falls to الإمبراطورية البيزنطية، and an exodus from the Armenian lands begins.                                               |
| 1064 |      | الإمبراطورية البيزنطية آني (مدينة), once the capital of السلالة البقرادونية, is conquered and destroyed by the بيت سلجوقي.           |
| 1071 |      | After the معركة ملاذكرد، بيت سلجوقي dominance is established over الأناضول and a large number of أتراك tribes migrate to the region. |
| 1072 |      | The بيت سلجوقي sell Ani to the شداديون، a كردish tribe ruling a territory coinciding with modern-day أرمينيا.                        |
| 1078 |      | Establishment of the Armenian Principality of قيليقية، led by the Rubenid Dynasty.                                                   |
| 1095 |      | The First Crusade is launched by Pope Urban I.                                                                                       |

## 12th century
| Year | Date | Event |
| ---- | ---- | --- |
| 1187 |      | Debut of ليو الأول (ملك أرمينيا)'s reign as prince. |
| 1194 |      | After the decline of the بيت سلجوقي dominance in the region, منطقة الأناضول الشرقية is ruled by a slew of أتراك إمارةs and tribes, such as the شاهات الأرمن، منكوجكيون، بنو سلدق and the الدولة الأرتقية. (to 1241) |
| 1198 |      | Leon II "the Magnificent" managed to secure his crown, becoming the first King of Armenian Cilicia. |

## 13th century
| Year | Date | Event |
| ---- | ---- | --- |
| 1219 |      | Death of Leon II. |
| 1241 |      | Mongol Invasion ‏ of الأناضول، much of the sedentary population of Armenia is slaughtered. (to 1244)                                      |
| 1256 |      | المغول الأتراك rule continues in منطقة الأناضول الشرقية under the الدولة الإيلخانية and their إمارات الأناضول and كرد vassals. (to 1335) |

## 14th century
| Year | Date | Event |
| ---- | ---- | --- |
| 1335 |      | The decline of الدولة الإيلخانية power leads Armenia to be dominated once again by إمارات الأناضول أتراك الأوغوز tribes such as the شوبانيون. (to 1400)                                                                  |
| 1375 |      | Fall of the Armenian kingdom of Cilicia to the مملوك (تاريخ) of مصر and their بنو رمضان vassals. |
| 1400 |      | تيمورلنك's devastating invasion of جورجيا، أرمينيا and منطقة وسط الأناضول leads to the slaughter of large portions of the population of Armenia and the enslavement of over 60,000 people from Anatolia and the القوقاز. |

## 15th century
| Year | Date | Event |
| ---- | ---- | --- |
| 1405 |      | After تيمورلنك's death, الأناضول becomes a battleground between the rival tribal confederations of the آق قويونلو and the قراقويونلو. |
| 1461 |      | بطريركية القسطنطينية للأرمن الأرثوذكس established by the then Ottoman Emperor, محمد الفاتح.                                           |
| 1478 |      | Armenian migration to Bruges, بلجيكا.                                                                                                 |

## 16th century
| Year | Date | Event |
| ---- | --- | --- |
| 1502 | | The الدولة الصفوية is established in إيران، that conquers المرتفعات الأرمنية.                                                             |
| 1512 | | Printing of first لغة أرمنية books. |
| 1514 | | The الحروب العثمانية الصفوية rage in the المرتفعات الأرمنية for the first time, the Ottomans temporarily gain أرمينيا الغربية.            |
| 1519 | | Decree of King Sigismund I that Armenians in بولندا by governed under code of laws by Mkhitar Gosh.                                       |
| 1519 | The first الثورات الجلالية ‏; clashes between أهل السنة والجماعة أتراك and كرد and الشيعة قزلباش cause friction in منطقة الأناضول الشرقية. (to 1528) | |
| 1520 | | Large portions of Armenia are conquered by سليم الأول.                                                                                    |
| 1532 | | الحرب العثمانية الصفوية (1532–1555) commences.                                                                                            |
| 1555 | | معاهدة أماسيا signed between the Ottomans and Safavids. Western Armenia falls in Ottoman hands, Eastern Armenia stays under Persian rule. |
| 1567 | | Establishment of Armenian printing press in Constantinople.                                                                               |
| 1598 | | Continuation of the devastating الثورات الجلالية ‏ in الأناضول. (to 1611)                                                                  |

## 17th century
| Year | Date | Event |
| ---- | ---- | --- |
| 1603 |      | شاه عباس الأول الصفوي of الدولة الصفوية الحرب العثمانية الصفوية Ottoman Armenia (to 1618) and reestablishes full control over Eastern Armenia and large parts of Western Armenia as part of his empire.      |
| 1605 |      | When forced to abandon the siege of قارص، عباس الأول الصفوي orders the سياسة الأرض المحروقة of many Armenian towns and villages and deports over 300,000 أرمن to الدولة الصفوية، of which only half survive. |
| 1623 |      | The final الحرب العثمانية الصفوية (1623-1639) rages in both parts of historic Armenia. |
| 1639 |      | معاهدة قصر شيرين signed between the Ottomans and Safavids. Western Armenia falls decisively under Ottoman rule. Safavids remain in possession of Eastern Armenia.                                            |
| 1648 |      | Major earthquake in Van. |

## 18th century
| Year | Date | Event                                                                              |
| ---- | ---- | ---------------------------------------------------------------------------------- |
| 1712 |      | سايات نوفا، renowned Armenian poet troubadour.                                     |
| 1722 |      | David Bek leads the national liberation movement in 1722, but passes away in 1728. |
| 1747 |      | The الدولة الأفشارية establish the خانية قره باغ.                                  |
| 1759 |      | Arrival of Hovsep Emin in Armenia                                                  |
| 1778 |      | Establishment of Nor Nakhichevan                                                   |

## 19th century
| Year      | Date       | Event |
| --------- | ---------- | --- |
| 1809      | 15 October | خجادور أبوفيان، renowned novelist, poet, and playwright, is born. |
| 1810      |            | Zeitountsi revolts. |
| 1811      |            | Mkhitarist order of Vienna founded. |
| 1813      |            | كلستان (معاهدة). All of أرمينيا الشرقية remains under القاجاريون rule, except for the Armenians in قارة باغ، which had already de facto become part of the Russian Empire. |
| 1824      |            | Founding of Nersessian Academy in Tiflis |
| 1826      |            | Nickolas Balian, architect in Constantinople (to 1858) |
| 1827      |            | Occupation of Yerevan by Russian forces |
| 1828      |            | معاهدة تركمانجاي. Eastern Armenia is forcefully ceded by Persia to Russia per the الحرب الروسية الفارسية (1826-1828), strengthening Russian control of Transcaucasus.      |
| 1836      |            | The Russian government enacts the Polozhenie, a statute greatly restricting the power of the كنيسة الأرمن الأرثوذكس.                                                       |
| 1894–1896 |            | المجازر الحميدية؛ an estimated 80,000–300,000 are killed. |

## 20th century
| Year | Date       | Event |
| ---- | ---------- | --- |
| 1909 |            | مجزرة أضنة: An estimated 15,000–30,000 are killed. |
| 1915 |            | مذابح الأرمن: An estimated 1,500,000 are killed. (to 1923) |
| 1918 | 3 March    | The معاهدة برست ليتوفسك gives Kars، أرداهان (محافظة) and Batum regions to the الدولة العثمانية.                                                                                        |
| 1918 | 22 May     | معركة سارداراباد |
| 1918 | 28 May     | The Armenian Congress of Eastern Armenians declares the جمهورية أرمينيا (1918-1920).                                                                                                   |
| 1918 | 4 June     | معاهدة باطومي |
| 1918 | 30 October | هدنة مودروس، the Ottoman Empire agreeing to leave the Transcaucasus. The Democratic Republic of Armenia assumes control of Western Armenia, now that the Ottomans are forced to leave. |
| 1920 | 2 December | Soviet-aligned جمهورية أرمينيا الاشتراكية السوفيتية established (distinct from and opponent of the جمهورية أرمينيا (1918-1920)).                                                       |
| 1920 | 6 December | Fall of the جمهورية أرمينيا (1918-1920), fully occupied by the الحركة التركية الوطنية and the الجيش الأحمر (الاتحاد السوفيتي).                                                         |

### Soviet rule
| Year | Date        | Event |
| ---- | ----------- | --- |
| 1923 | 30 December | Establishment of the الاتحاد السوفيتي؛ جمهورية أرمينيا الاشتراكية السوفيتية joins the Soviet Union.                                      |
| 1923 | 7 July      | إقليم مرتفعات قرة باغ ذاتي الحكم is created granting Armenian autonomy for مرتفعات قرة باغ within جمهورية أذربيجان الاشتراكية السوفيتية. |
| 1965 | 24 April    | مظاهرات يريفان 1965 |
| 1988 | 20 February | حرب مرتفعات قرة باغ commences. |

### Independence; last decade of the 20th century
| Year | Date         | Event |
| ---- | ------------ | --- |
| 1991 | 21 September | Armenian independence referendum ‏                                                                                      |
| 1991 | 17 October   | First-ever الانتخابات الرئاسية الأرمنية 1991، ليفون تير-بيتروسيان elected President with overwhelming popular support. |
| 1992 | 9 May        | الاستيلاء على شوشا |
| 1994 | 12 May       | Nagorno-Karabakh War formally ends                                                                                     |
| 1995 | 5 July       | Armenian constitutional referendum ‏                                                                                    |
| 1999 | 27 October   | إطلاق النار في البرلمان الأرميني                                                                                       |

## 21st century
| Year | Date        | Event                                                                                   |
| ---- | ----------- | --------------------------------------------------------------------------------------- |
| 2004 | 12 April    | روبرت كوتشاريان's government dispersed massive, peaceful protest using excessive force. |
| 2008 | 19 February | الانتخابات الرئاسية الأرمنية 2008                                                       |
| 2012 | 6 May       | Armenian parliamentary election, 2012                                                   |
| 2013 | 18 February | الانتخابات الرئاسية الأرمنية 2013                                                       |
| 2015 | 12 January  | 2015 Gyumri massacre                                                                    |
| 2018 | 8 May       | الثورة الأرمينية 2018                                                                   |